# Kudaragundi, Maddur
Kudaragundi là một làng thuộc tehsil Maddur, huyện Mandya, bang Karnataka, Ấn Độ.